# Lathrotriccus
Lathrotriccus là một chi chim trong họ Tyrannidae.